# Chiesa di Sant'Andrea (Odstock)
La chiesa di Sant'Andrea (in inglese Church of St Andrew), è la chiesa anglicana che si trova nel villaggio di Nunton nella parrocchia civile di Odstock nella contea del Wiltshire nel Sud Ovest dell'Inghilterra, Regno Unito. La storia del luogo di culto inizia attorno al XII secolo, rientra nella diocesi di Salisbury ed è considerato un monumento di seconda categoria per il suo particolare interesse storico e architettonico.

## Storia

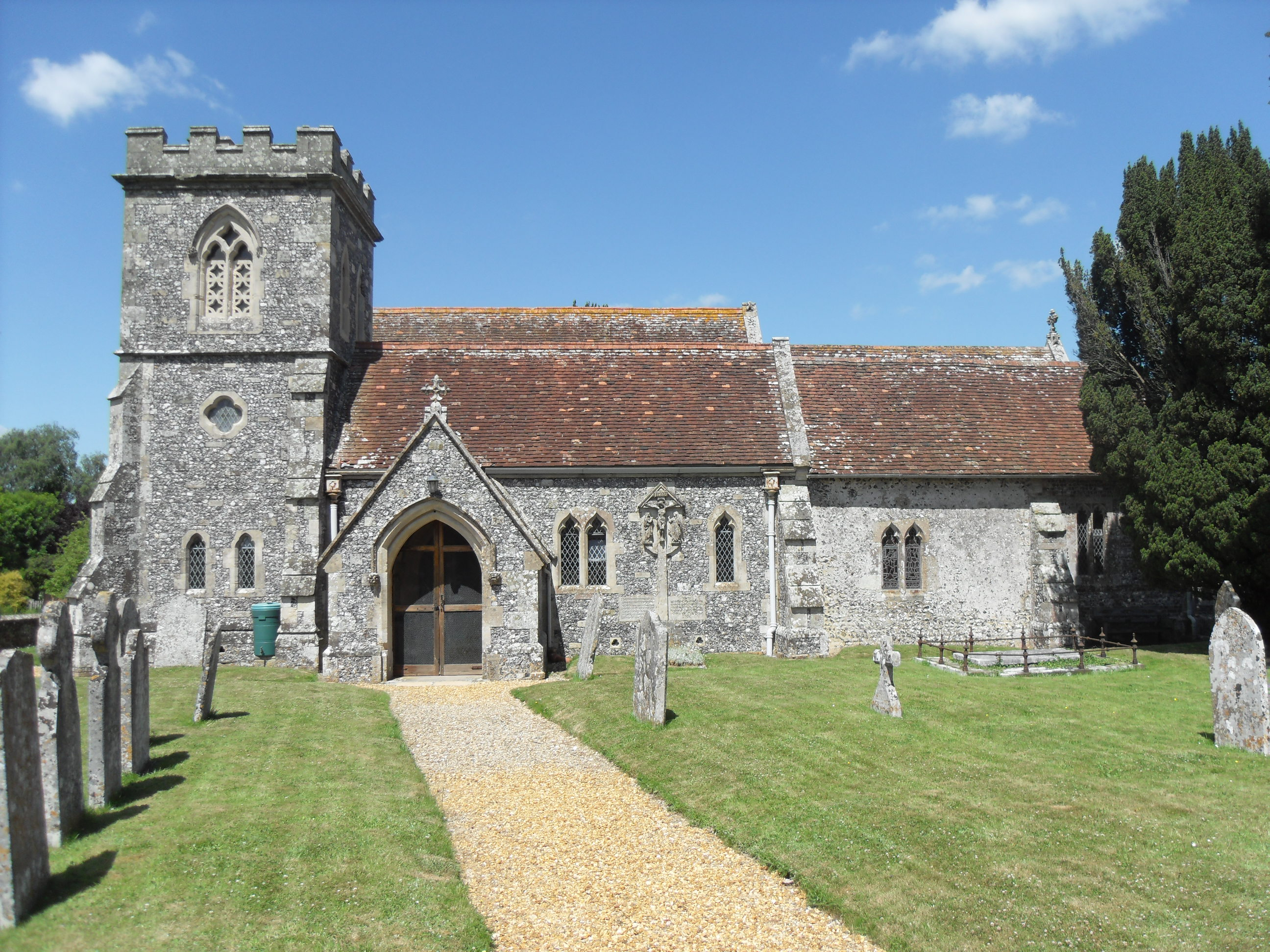
Chiesa di Sant'Andrea a Nunton

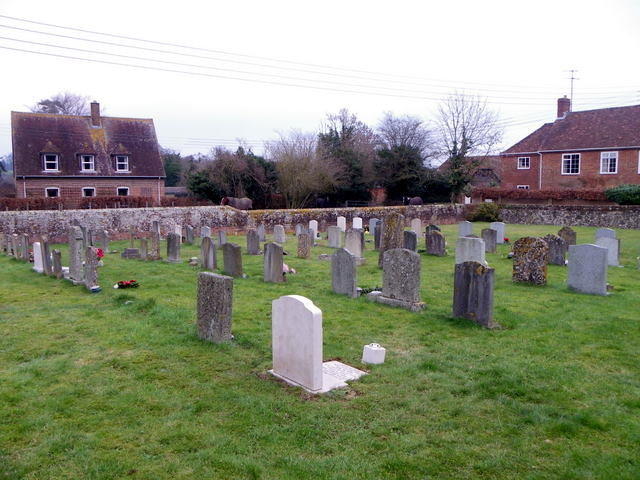
Cimitero della comunità attorno alla chiesa

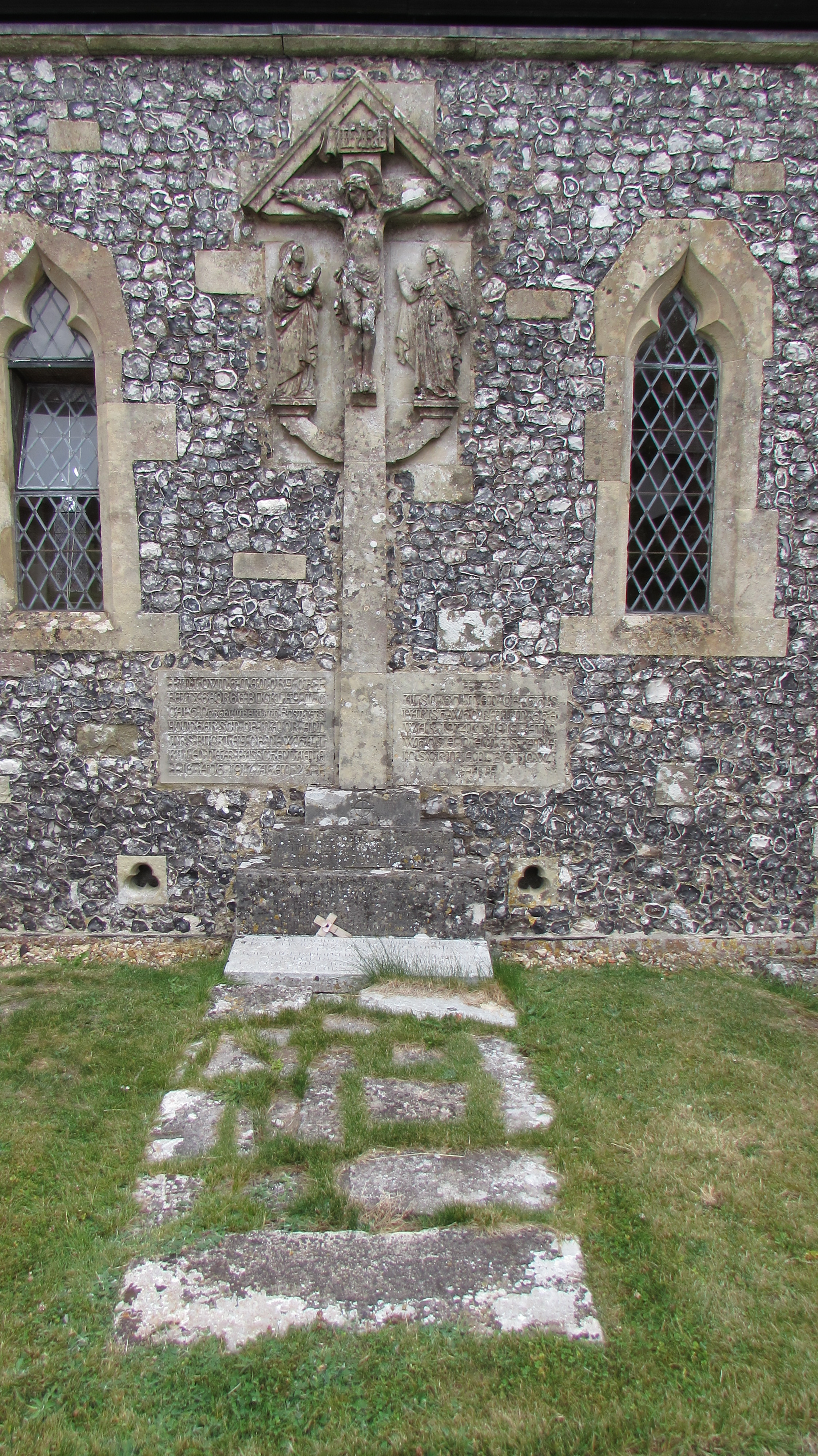
Memoriale della prima guerra mondiale

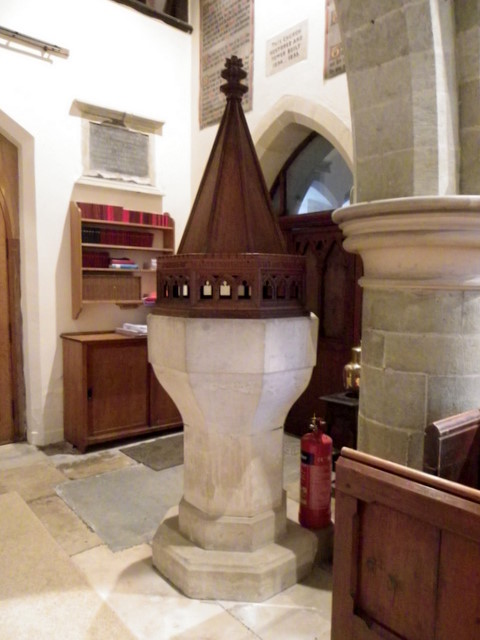
Interno della sala con fonte battesimale

Il primo luogo di culto a Nunton risale al XII secolo e Nikolaus Pevsner data l'arcata della cappella a sud probabilmente alla fine di quel secolo. Le prove di tale datazione si trovano in alcune parti della sua muratura. Fu annessa alla chiesa di Downton come cappella, probabilmente sin dalla sua fondazione, ma, a differenza delle cappelle probabilmente precedenti a Standlynch e Witherington, rimase staccata.
La chiesa fu poi ricostruita da T.H. Wyatt tra il 1854 e il 1855. L'arcata sud del coro potrebbe essere un residuo della chiesa originale del XII secolo e l'arco del presbiterio presenta imposte con decorazioni romaniche, quindi antecedenti al XIX secolo. L'edificio è stato oggetto di ristrutturazione nel 1933.

## Descrizione
L'English Heritage ha inserito dal 23 marzo 1960 la chiesa di Sant'Andrea a Nunton nella parrocchia civile di Odstock tra gli edifici storici come monumento classificato di seconda categoria col numero 1181836. Il luogo di culto rientra nella diocesi di Salisbury.

### Esterni
Il luogo di culto si trova nell'abitato di Nunton, villaggio della parrocchia civile di Odstock nel Sud Ovest, Inghilterra, Regno Unito. La struttura conserva elementi di stili diversi come romanico, normanno e gotico inglese derivanti dal periodo della sua costruzione e dagli interventi successivi dei quali è stata oggetto. L'edificio, di grandi dimensioni, è stato costruito con selce scheggiata e con rivestimenti in calcare e con alcune fasce in mattoni. La torre si alza a sud-ovest e si alza su 3 piani. Ha una porta occidentale ad arco acuto con modanatura a cappuccio e terminali fogliati, una finestra a monofora al secondo piano e una finestra ad arco acuto a 2 luci con traforo a piastre sui lati nord, ovest e sud del terzo piano. Il parapetto è merlato. Il portico sud a due falde ha porte a punta interne ed esterne con modanatura a cappuccio e terminali fogliati. La copertura del tetto è in tegole con bordi e pinnacoli. All'esterno della chiesa si trova il cimitero della comunità. Sulla parete della navata a sud è posto un crocifisso in pietra e il monumento ai caduti della prima guerra mondiale.

### Interni
La sala si divide in tre navate. L'arco del presbiterio, sebbene forse ricostruito nel XIX secolo, ha imposte del XII secolo. Lo stipite meridionale ha un'imposta decorata con acanto e navata. Sullo stipite settentrionale l'imposta aveva la stessa decorazione ma la navata sull'elemento superiore della lunga facciata meridionale è stata rimossa. L'arcata del coro sud è lunga due campate e ha semplici archi a sesto acuto. Le imposte di questi pilastri e riscontri sono decorate con una modanatura a rullo.